# Eleutherodactylus barlagnei
Eleutherodactylus barlagnei är en groddjursart som beskrevs av Lynch 1965. Eleutherodactylus barlagnei ingår i släktet Eleutherodactylus och familjen Eleutherodactylidae. IUCN kategoriserar arten globalt som starkt hotad. Inga underarter finns listade i Catalogue of Life.